# Mleczaj okazały

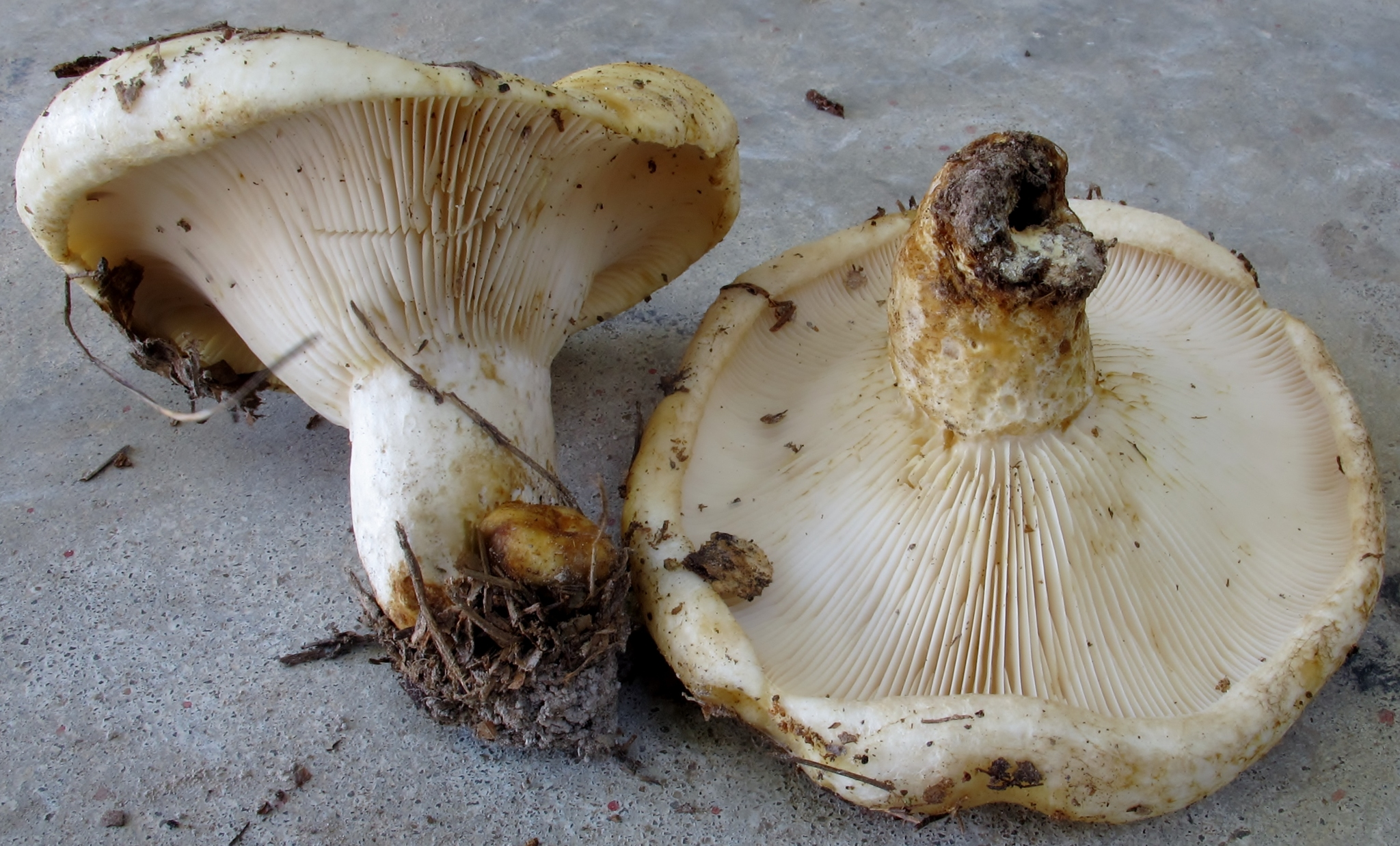

Mleczaj okazały (Lactarius resimus (Fr.) Fr.) – gatunek grzybów z rodziny gołąbkowatych (Russulaceae).

## Systematyka i nazewnictwo
Pozycja w klasyfikacji według Index Fungorum: Lactarius, Russulaceae, Russulales, Incertae sedis, Agaricomycetes, Agaricomycotina, Basidiomycota, Fungi.
Po raz pierwszy opisał go w 1821 r. Elias Fries, nadając mu nazwę Agaricus resimus. Obecną, uznaną przez Index Fungorum nazwę nadał mu w 1838 r. ten sam autor, przenosząc go do rodzaju Lactarius. Niektóre synonimy naukowe:
- Agaricus intermedius var. expallens Fr. 1815
- Agaricus resimus Fr. 1821
- Galorrheus resimus (Fr.) P. Kumm. 1871
- Lactifluus resimus (Fr.) Kuntze 1891

Nazwę polską podali Barbara Gumińska i Władysław Wojewoda w 1983 r.

## Morfologia
Kapelusz
Młody – półkulisty i pępkowaty, wcześnie szeroko lejkowaty o podwiniętym brzegu, czysto biały, słabo pręgowany; młody – silnie oślizgły; po naciśnięciu przebarwiający się na żółty kolor. 8–15 cm średnicy.
Blaszki
Kremowobiałe; stare w pomarańczowe plamy; wąskie, grube i gęste, całkowicie przyrośnięte do trzonu i rozwidlone.
Trzon
Cytrynowożółty, delikatnie omszony, z ciemnymi, wodnistoplamistymi jamkami; bardzo gruby i krótki.
Miąższ
Biały, dosyć twardy, z mleczkiem o bardzo ostrym smaku, białym na powietrzu, po około 10 sekundach przebarwiającym się na siarkowożółto.
Wysyp zarodników
Jasnoochrowy.
Cechy mikroskopowe
Zarodniki 6–7,5 × 5–6 µm o brodawkowatej powierzchni i częściowej siateczce. Cystydy 35–55 × 6–10 µm, występujące na ostrzu i na bokach blaszek.
Gatunki podobne
Mylony jest z dużo częstszym w Polsce mleczajem dołkowanym (Lactarius scrobiculatus), który jednak ma jasnocytrynowożółty kapelusz z dobrze widocznymi pręgami. Podobny jest także mleczaj cytrynowy (Lactarius citriolens), ale odróżnia się cytrynowym zapachem i często jamkowatym trzonem.

## Występowanie i siedlisko
Występuje w Ameryce Północnej, Europie i Azji. W Polsce bardzo rzadki. Znajduje się na Czerwonej liście roślin i grzybów Polski. Ma status E – gatunek wymierający. Znajduje się na listach gatunków zagrożonych także w Czechach, Niemczech, Danii, Norwegii, Holandii. Popularny w północnej Europie, w środkowej – bardzo rzadko znajdowany.
Naziemny grzyb mykoryzowy. Rośnie w lasach iglastych, głównie pod świerkami, czasem występuje w dużych grupach.

## Znaczenie
Na surowo jest niejadalny, jednak we wschodniej Europie jest kiszony i wykorzystywany w przemyśle przetwórczym.